# Fallulah
Fallulah, nome d'arte di Maria Apetri (Copenaghen, 6 febbraio 1985), è una cantautrice danese con origini rumene.

## Biografia

### Primi anni di vita
Fallulah è cresciuta a Tårnby, sull'isola di Amager, nella periferia sud di Copenaghen. La madre danese, Lillian Apetri e il padre rumeno Nicolae Apetri, sono stati gli iniziatori del gruppo di ballo folk balcanico “Crihalma”. Pertanto Fallulah ha trascorso gran parte della sua infanzia a danzare in tour nei Balcani e nell'Europa Orientale. Questa attività è cessata quando ha perso il padre all'età di nove anni. 
Successivamente si trasferisce a Jyderup, nel nord-ovest dello Sjælland, dove Fallulah ha continuato con la danza. A 21 anni si è trasferita a New York, per iniziare un corso al Broadway Dance Center, ma poi è tornata in Danimarca per concentrarsi sulla musica.

### Carriera
È conosciuta per il suo singolo di debutto I Lay My Head che ha anticipato l'album The Black Cat Neighbourhood. 
Il 30 ottobre 2009, ha pubblicato il brano principale per il film danese “Simon e Malou”, intitolato "No Time for Love", scritta da Bryan Adams e Gretchen Peters sotto il nome di Maria Apetri.
Il suo singolo Bridges è stato classificato da P3 DR come il singolo danese più riprodotto nel 2010, e il 15 gennaio 2011, Fallulah ha vinto il prestigioso premio "P3 Guld". 
All'inizio del 2011, Fallulah ha ottenuto un altro grande successo con la canzone Out of It, che è stata usata come intro per la commedia drammatica "Lykke" sulla televisione nazionale danese. Per molte settimane la canzone è stata alla numero uno dei download sull'iTunes danese.
Nel febbraio 2013 ha pubblicato il suo secondo album Escapism.

## Genere musicale
La musica di Fallulah può essere rappresentata dal genere pop, ma secondo le sue stesse dichiarazioni è un mix di Indie rock e beat balcanici, che aggiunge un pizzico di folklore alla sua produzione.
Fallulah è stata paragonata a Florence & The Machine, Adele, Marina and the Diamonds e a Bat for Lashes.

## Discografia

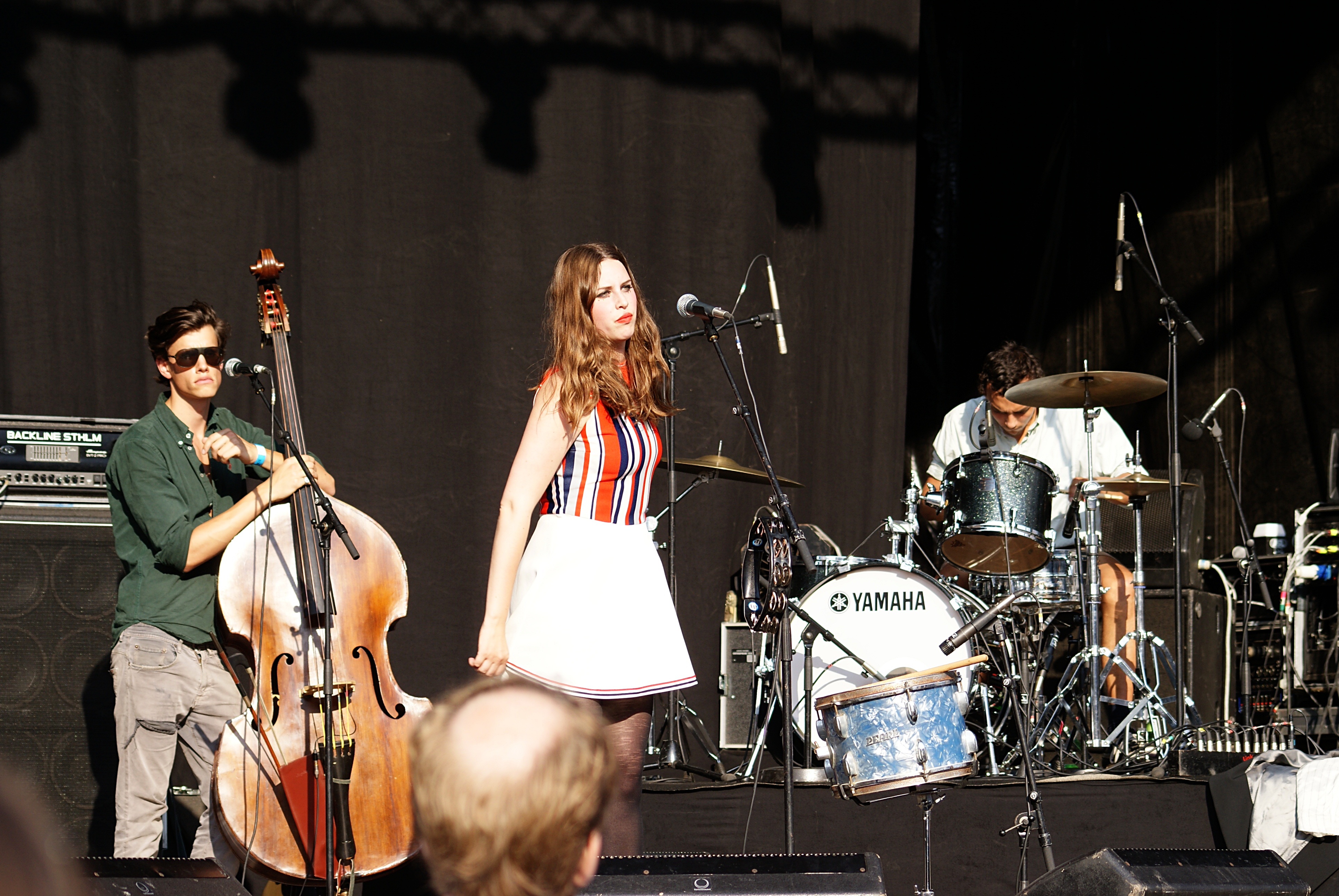
Fallulah allo “Stockholms Kulturfestival”, 2010

### Album
- 2010 – The Black Cat Neighbourhood
- 2013 – Escapism
- 2016 – Perfect Tense

### Singoli[8]
- 2009 – I Lay My Head
- 2010 – Bridges
- 2010 – Give Us a Little Love
- 2010 – Out of It
- 2012 – Superfishyality
- 2013 – Dried-Out Cities
- 2013 – Wicked Game
- 2013 – Your Skin
- 2015 – Social Club